# Boom llatinoamericà
El boom llatinoamericà és un moviment de la literatura del segle XX que va tenir lloc entre els anys 60 i 70 i que es caracteritzà per l'auge de joves autors hispanoamericans que, barrejant el costumisme autòcton i l'experimentalisme, van saltar a la fama internacional.
Les obres del boom, escrites en castellà, van ser conegudes a Europa i Nord-amèrica fonamentalment gràcies a la tasca editorial de segells de Barcelona, els quals van acollir els seus autors, sovint compromesos políticament.
Els trets més rellevants d'aquestes obres són el realisme màgic i el qüestionament històric d'Amèrica Llatina. Els novel·listes del boom estaven fortament influïts per l'avantguardisme precedent que havia trencat les regles de l'espai, del temps i de la pròpia escriptura amb autors com Joyce. Per aquestes lectures van poder allunyar-se de la novel·la escrita a l'estil del segle xix i apropar-se a la modernitat. Els seus llibres estan plens de jocs de paraules, de diferents punts de vista narratius i una tendència a la fragmentació.
Tot i que la nòmina d'escriptors pertanyents al boom és discutida, els noms més freqüentment associats al moviment són: Gabriel García Márquez, Julio Cortázar, Mario Vargas Llosa i Carlos Fuentes.

## Precursors delboomllatinoamericà
Són aquells escriptors que forjaren la nova narrativa llatinoamericana, per mitjà de «lo real maravilloso», els contes fantàstics, metafísics i psicològics, i de la crítica de la realitat social. Atès que s'entén el boom como un succés sense inici ni final cronològic definit, tampoc existeix una llista definitiva dels seus integrants o precursors, per tant la llista que trobareu a continuació és tan sols referencial.
- Argentina: Ernesto Sabato, Leopoldo Marechal, Adolfo Bioy Casares, Silvina Ocampo i Jorge Luis Borges.
- Cuba: Alejo Carpentier.[4]
- Guatemala: Miguel Ángel Asturias.
- Mèxic: Agustín Yáñez, Juan Rulfo.[5]
- Uruguay: Juan Carlos Onetti, Felisberto Hernández.
- Xile: María Luisa Bombal.
- Brasil: Jorge Amado, João Guimarães Rosa.

## Context històric
La dècada de 1960 es caracteritzà por una gran agitació social a tota l'Amèrica Llatina, en un clima polític, econòmic i diplomàtic influït en gran manera pel dinamisme de la Guerra Freda. Aquestes condicions serviren de base per les obres dels escriptors del boom, i definiren el context en el que les seves idees, a voltes radicals, varen funcionar. El triomf de la Revolució cubana l'any 1959 i l'intent frustrat dels Estats Units d'envair l'illa caribenya a través de la badia de Cochinos poden considerar-se l'inici d'aquest període. La vulnerabilitat de Cuba la portà a estrènyer llaços amb la URSS, fet que va donar lloc a la crisi dels míssils l'any 1962, situació en què els nord-americans i els soviètics van estar més a prop que mai de la guerra nuclear. D'altra banda, durant les dècades de 1960 i 1970, els règims militars dictatorials, ja fossin de dreta o d'esquerra, van predominar en els països de la regió. Per exemple, el 3 d'octubre de 1968, el general peruà Juan Velasco Alvarado, que encapçalaria un Govern d'índole esquerrana, va expulsar del poder al president constitucional Fernando Belaúnde Terry; mentre que l'11 de setembre de 1973, Salvador Allende, el primer president socialista democràticament elegit en el món, va ser enderrocat i substituït pel general Augusto Pinochet, que governà Xile amb el suport de la dreta fins a finals de la dècada de 1980. Alguns d'aquests governs van cooperar en l'execució d'un pla anomenat Operació Còndor, que permetia «disposar lliurement dels òrgans de Govern» per capturar opositors polítics, els quals foren torturats o, fins i tot, eliminats.
En el període comprès entre 1950 i 1975 es van produir canvis importants en la forma en què la història i la literatura es plantejaven en termes d'interpretació i d'escriptura. Es va produir també un canvi en la percepció de l'espanyol per part dels novel·listes nord-americans. El desenvolupament de les ciutats, la majoria d'edat d'una classe mitjana gran, la Revolució cubana, l'Aliança per al Progrés, l'augment en la comunicació entre els països d'Amèrica Llatina i una major atenció a Amèrica per part dels Estats Units i Europa van contribuir a aquest canvi. El triomf de la Revolució cubana i la seva consolidació tot i les invasions des dels EUA van accelerar un canvi en la política cultural dels Estats Units cap a Amèrica Llatina. Aquest fet va tenir com a conseqüència l'anomenada Aliança per al Progrés, per la qual els Estats Units es va veure forçat a incloure i reconèixer Llatinoamèrica en el pla internacional. Els esdeveniments polítics més importants de l'època van ser la caiguda a l'Argentina l'any 1955 del general Juan Domingo Perón a mans de la dreta proamericana, el triomf de la Revolució Cubana al 1959, el cop d'estat a Xile que va enderrocar a Allende l'any 1973, la lluita violenta i prolongada de la guerrilla urbana, brutalment reprimida per les dictadures a l'Argentina i l'Uruguai i la violència sense fi a Colòmbia. Dins d'aquest període de convulsió, els escriptors es veuen afectats tal com s'evidencia en les seves explicacions o testimonis.
Una major atenció prestada als novel·listes llatinoamericans i el seu èxit internacional durant la dècada de 1960, va ser el fenomen que es va conèixer com el boom. El que principalment va centrar l'atenció del món sobre Amèrica Llatina va ser el triomf de la Revolució cubana el 1959, que prometia una nova era. El període d'eufòria per aquest esdeveniment es pot considerar com conclòs quan el 20 de març de 1971 el govern de Cuba va endurir la seva política de partit i el poeta Heberto Padilla va ser detingut arran del recital de poesia que tingué lloc a la Unió d'Escriptors, on va llegir Provocaciones. Padilla va ser arrestat juntament amb la poetessa Belkis Cuza Malé, la seva dona des de 1967. Tots dos van ser acusats pel Departament de Seguretat de l'Estat de realitzar "activitats subversives" contra el govern cubà. El seu empresonament va provocar una reacció a tot el món, amb les consegüents protestes de coneguts intel·lectuals entre els quals van figurar diversos escriptors de l'avui denominat boom llatinoamericà. El furor sobre el cas de Padilla va posar fi a l'afinitat entre els intel·lectuals llatinoamericans i el mite d'inspiració cubana. El cas de Padilla és considerat per a alguns com l'inici de la fi de l'apogeu del boom llatinoamericà.

## Influències literàries
L'apogeu de la literatura llatinoamericana començà amb els escriptors José Martí, Rubén Darío y José Asunción Silva. Les seves obres presenten desviacions modernistes respecte dels cànons literaris del vell continent. Els escriptors modernistes europeus com ara James Joyce també influïren en els novel·listes del boom, de la mateixa manera que els escriptors llatinoamericans de l'Avantguardisme. Elizabeth Coonrod Martínez afirma que els escriptors de l'Avantguardisme i les seves novel·les de caràcter innovador i provocador foren els "veritables precursors" del boom.
Gràcies a l'èxit del boom, les obres de la generació anterior d'escriptors van ser accessibles per part d'un nou públic. Aquests precursors foren Jorge Luis Borges, Miguel Ángel Asturias, Alejo Carpentier, Juan Carlos Onetti, Juan Rulfo i Arturo Uslar Pietri.